# 654 Wschodni Batalion
654 Wschodni Batalion (niem. Ost Bataillon 654, ros. 654 Восточный батальон) – kolaboracyjny oddział wojskowy Wehrmachtu złożony z Białorusinów, Rosjan i Kozaków podczas II wojny światowej.
Został sformowany w czerwcu 1942 r. na bazie czterech Sicherungs Hunderschaften jako Russische Sicherungs Abteilung 510, podlegający żandarmerii polowej. Składał się z sześciu kompanii, w tym jednej uzupełnieniowej i jednej kozackiej. Większość żołnierzy była pochodzenia białoruskiego. Był podporządkowany niemieckiej 16 Armii Grupy Armii „Północ”. Na jego czele stanął kpt. Spütten. Pod koniec października tego roku przemianowano go na Ost Bataillon 654. Na przełomie 1942/1943 r. wydzielono z niego kompanię uzupełnieniową jako Ost Ersatz Kompanie 653. W październiku 1943 r. batalion został przeniesiony do okupowanej północnej Francji. Stacjonował w Châlons-sur-Marne. Podlegał 19 Armii. Jego dowódcą był wówczas kpt. Mayor. W poł. listopada tego roku przeniesiono go do Chamonix. Zwalczał francuską partyzantkę. W poł. kwietnia 1944 r. wszedł w skład 895 Pułku Grenadierów 265 Dywizji Piechoty gen. Walthera Düverta jako III batalion. We wrześniu wycofał się wraz z wojskami niemieckimi w rejon Belfortu. Pod koniec października włączono go do 77 Pułku Grenadierów SS 30 Dywizji Grenadierów SS.